# 通典
| 十通               |
| 《通典》           |
| 《通志》           |
| 《文献通考》       |
| 《续通典》         |
| 《续通志》         |
| 《续文献通考》     |
| 《清朝通典》       |
| 《清朝通志》       |
| 《清朝文献通考》   |
| 《清朝续文献通考》 |

《通典》是中國歷史上第一部體例完備的政書，唐杜佑撰。唐德宗貞元十七年（801年）編成，歷時三十餘年。本書記錄上起黃虞（黃帝與有虞氏）時代、下迄唐玄宗天寶末年典章制度之沿革，其中于唐代敍述尤詳。本書列為「十通」之一，與《通志》《文獻通考》合稱「三通」。

## 簡述
唐玄宗時，劉秩仿《周官》作《政典》三十五卷。杜佑認為《政典》條目未盡，於是公事之餘，參考《開元新禮》和《五經》以及漢魏以來各家文集、奏疏，拾缺補漏，作成《通典》二百卷，附考證一卷，分為〈食貨〉〈選舉〉〈職官〉〈禮〉〈樂〉〈兵〉〈刑法〉〈州郡〉〈邊防〉九門，每門之下又分若干子目。
《通典》體例仿效正史紀傳體中的〈志〉〈書〉，將斷代體改為通史體，專門記載歷代政經等制度沿革變遷的典志體史書。书中不但载入前人的有关议论，而且杜佑在每篇篇首加上序言，有需要進一步解釋或申明的地方特標出「說曰」、「議曰」、「評曰」，提出编撰者的见解和主张，以示劝诫。「議曰」内容是讨论，以自注方式提出自己的見解。《通典·礼二·沿革二·吉礼一》记载：凡义有先儒各执其理，并有通据而未明者，则议之，皆云"议曰"。《華陽國志》載：「猩猩能言，取其血可以染朱罽」；對此，杜佑博考諸書，又遍問胡商，證明無此事。《通典》把《食貨典》放在首位，一改過去先禮樂，後食貨的次序，明顯是受到《管子》一書強調「倉廩實知禮節，衣食足知榮辱」的影響，這是以前史書從來沒有的。杜佑重視人口滋息，把原屬地理志的人口內容收入食貨典，單開「歷代盛衰戶口」子目，如《通典》卷七《食貨•歷代盛衰產門•丁中》載：「三國鼎立，戰爭不息。劉備章武元年，有戶二十萬，男女口九十萬。」《漢書》以來的正史大都有「五行志」，《通典》卻沒有跟著迷信，充份說明杜佑的卓識。馬端臨對《通典》評價極高，他認為此書「綱領宏大，考訂該洽，固無以議為也」，「肇自上古，以至唐之天寶，凡歷代因革之故，粲然可考」。
《通典》也有漏抄或誤抄的缺點，例如抄錄《隋書》時把「契弊歌楞」的「楞」誤抄為「槾」。又《漢書》卷九四下《匈奴傳》載：「元帝初即位……郅支單于自以道遠，又怨漢擁護呼韓邪，遣使上書求侍子。漢遣谷吉送之，郅支殺吉。漢不知吉音問……明年，漢遣車騎都尉韓昌、光祿大夫張猛送呼韓邪單于侍子，求問吉等……其後呼韓邪竟北歸庭，人眾稍稍歸之，國中遂定。」《通典》「邊防典」刪節為「明年，呼韓邪強盛」，杜佑刪略原文又誤留「明年」，致文義失當；「明年」是指韓昌等人出使匈奴的時間。又「竟北歸庭，人眾稍稍歸之」，《通典》刪為「北庭人衆稍稍歸之」，亦不妥。《通典》解釋「露田」為「不栽樹者謂之露田」，此說欠妥，露田為「還受」之田，不能繼承、轉讓、買賣，亦不能種植桑榆棗果。

## 目錄
《通典》全書目錄，食貨典十二卷（卷一至十二）、選舉典六卷（卷十三至十八、職官典二十二卷（卷十九至四十）、禮典一百卷（卷四十一至一百四十）、樂典七卷（卷一百四十一至一百四十七）、兵典十五卷（卷一百四十八至一百六十二）、刑法典八卷（卷一百六十三至一百七十）、州郡典十四卷（卷一百七十一至一百八十四）、邊防典十六卷（卷一百八十五至二百）。

## 提要
《欽定四庫全書總目提要》：「佑字君卿，京兆萬年人。以蔭補濟南參軍事，曆官至檢校司徒、同中書門下平章事，加太保，致仕，諡安簡。事蹟具《唐書》本傳。先是，劉秩仿《周官》之法，摭拾百家，分門詮次，作《政典》三十五卷。佑以為未備，因廣其所闕，參益新禮，勒為此書。凡分八門：曰《食貨》，曰《選舉》，曰《職官》，曰《禮》，曰《樂》，曰《兵刑》，曰《州郡》，曰《邊防》。每門又各分子目。序謂既富而教，故先《食貨》。行教化在設官，任官在審才，審才在精選舉，故《選舉》、《職官》次焉。人才得而治以理，乃興禮樂，故次《禮》、次《樂》。教化隳則用刑罰，故次《兵》、次《刑》。設《州郡》分領，故次《州郡》，而終之以《邊防》。所載上溯黃、虞，訖於唐之天寶。肅、代以後，間有沿革，亦附載注中。其中如《食貨門》之《賦稅》，載《周官》貢賦，而太宰所掌九貢之法失載。載北齊租調之法，河清三年令民十八受田輸租調，而露田之數失載。錢幣不載陳永定元年制四柱錢法，榷酤不載後周榷酒坊法。《選舉門》不載齊明帝時制士人品第有九品之科，小人之官複有五等法。《考績》不載宋、齊間治民之官以三年、六年為小滿遷換法。《職官門》如《周禮•地官》有舍人上士二人掌平宮中之政，乃云中書舍人魏置。又《隋書》大業時改內史監為內書監，乃僅雲改「內史侍郎」為內書侍郎。又集賢殿書院載梁有文德殿藏書，不知宋已有總明觀藏書之所。似此之類，未免間有掛漏。《兵門》所列諸子目，如分《引退取之》《引退佯敗取之》為二門，分《出其不意》《擊其不備》《攻其不整》為三門，未免稍涉繁冗。而火獸、火鳥之類，尤近於戲劇。《州郡門》分九州以敘沿革，而信都郡冀州當屬兗，而誤屬冀。又極詆《水經》及酈道元《水經注》為僻書，詭誕不經，未免過當。《邊防門》所載多數萬裏外重譯乃通之國，亦有僅傳其名不通朝貢者。既不臨邊，亦無事於防，題曰《邊防》，名實亦舛。然其博取五經群史，及漢魏六朝人文集、奏疏之有裨得失者，每事以類相從。凡歷代沿革，悉為記載，詳而不煩，簡而有要。元元本本，皆為有用之實學，非徒資記問者可比。考唐以前之掌故者，茲編其淵海矣。至其各門徵引《尚書》《周官》諸條，多存舊詁。如《食貨門》引《尚書》「下土墳壚」注，謂「壚，疏也」。與孔疏所引《說文》「黑剛土也」互異。又「瑤琨筱簜」注，筱，竹箭；簜、大竹。亦傳疏所未備。《職官門》引《周官》太宰之屬有司會，逆群吏之治而聽其會計，注云：「逆謂受也，受而鉤考之，可知得失多少。」較賈公彥疏頗為明晰。似此之類，尤頗有補於經訓。宋鄭樵作《通志》，與馬端臨作《文獻通考》，悉以是書為藍本。然鄭多泛雜無歸，馬或詳略失當，均不及是書之精核也。」

## 影響
杜佑著《通典》確立了典制體政書的體例，對後代政書的編撰影響極大，接下來的「三通」、「續三通」、「清三通」，乃至於「十通」完全仿照了《通典》的體例；而且專論制度史的「會要體」，也是受了《通典》的影響，蘇冕之《會要》成于德宗貞元十九年，僅晚《通典》兩年，北宋王溥又據蘇冕《會要》撰成《唐會要》、《五代會要》，此後各代都有「會要」。《四庫全書提要》稱《通典》：「每事以類相從，凡歷代沿革，悉爲記載，詳而不煩，簡而有要，原原本本，皆爲有用之實學，非徒資記問者之可比。」一般將《通典》《通志》《文獻通考》相提並論，合稱「三通」、「前三通」。

## 版本
- 《通典》，撫州路刊本，元大德十一年（1307年）。[3]
- 《通典》，藍格傳鈔元撫州路刊本，明朝年間。[3]
- 《通典》，福建巡按李元陽刊增入宋儒議論本，明嘉靖年間[3]
- 《通典》，王德溢等廣東刊本，明嘉靖十七年（1538年）。[3]
- 《通典》，武英殿三通合刻本，清乾隆十二年（1747年）。
- 《通典》，四庫全書本，清乾隆四十一年。[4]
- 《通典》，杭州浙江書局刊本，清光緖二十二年（1896年）。[3]
- 《十通》第一種，《通典》，上海商務印書館刊本，民國二十四年（1935年）。[5]
- 《通典》，臺北新興書局刊本，民國四十七年（1958年）。[5]
- 《通典》，北京中華書局校點本，1988年。

## 延伸阅读
[在维基数据编辑]
 在维基文库阅读本作品原文（ 在维基共享资源阅览影像）